# 史特勞普和蕙葉
尚-馬利·史特勞普（法語：Jean-Marie Straub，法語：[stʁob]，1933年1月8日—2022年11月19日）
與丹尼勒‧蕙葉（法語：Danièle Huillet，發音：[ɥijɛ]，1936年5月1日—2006年10月9日）是一對出身法國的導演組合，他們多在德國與義大利進行電影拍攝，在1963年到2006年間完成許多劇情片、紀錄片、短片作品，他們以嚴謹、實驗的拍攝手法以及強硬的左翼政治立場聞名，兩人合作直到2006年底蕙葉病逝為止。

## 生平
史特勞普與蕙葉兩人於1954年相識後相戀，當時仍是學生的史特勞普活躍於巴黎的電影俱樂部，並與法蘭索瓦·楚浮是朋友，史特勞普也會替《電影筆記》寫稿，楚浮當時會拒絕刊登史特勞普政治煽動性過強的文章；史特勞普還曾擔任賈克·希維特電影作品的副導演。史特勞普與蕙葉兩人後來移居德國以避免史特勞普因阿爾及利亞戰爭而被徵召入伍，兩人開始合作執導一些短片。
1968年，兩人完成合導的第一部劇情長片《安娜·瑪達蓮娜·巴哈編年紀事》，進入第18屆柏林影展正式競賽單元，後來兩人又分別以《階級關係》（1984）與《恩培多克勒之死》（1987）三度獲選為柏林影展正式競賽片，並憑藉《階級關係》獲得特別提及獎。1999年，兩人完成《西西利亞！》，進入第52屆坎城影展一種注目單元。2006年，他們以《與他們的對話》進入第63屆威尼斯影展正式競賽單元，電影由五段人與神在山上的對話而構成，最後在威尼斯影展獲得特別獅獎，用以表彰他們對於電影語言創新的成就。
史特勞普與蕙葉兩人並無小孩，蕙葉於2006年10月因癌症而過世。
史特勞普在蕙葉過世後，仍然獨自完成許多電影作品，盧卡諾影展於2017年頒發榮譽金豹獎給他。

## 兩人合導的電影作品

### 劇情長片
- 1968年：《安娜·瑪達蓮娜·巴哈編年紀事》（Chronik der Anna Magdalena Bach）
- 1970年：《眼睛不想一直閉著或也許有一天輪到羅馬自己選擇（法语：Othon (film)）》（Othon: Les yeux ne veulent pas en tout temps se fermer ou Peut-être qu'un jour Rome se permettra de choisir à son tour）
- 1972年：《歷史課（法语：Leçons d'histoire）》（Geschichtsunterricht）
- 1975年：《摩西與亞倫（法语：Moïse et Aaron (film)）》（Moses und Aron）
- 1977年：《弗爾蒂尼和卡尼》（Fortini/Cani）
- 1979年：《從烏雲到反抗軍》（Dalla nube alla resistenza）
- 1981年：《太早，太遲（義大利語：Troppo presto, troppo tardi）》（Trop tôt, trop tard）
- 1984年：《階級關係》（Klassenverhältnisse）
- 1987年：《恩培多克勒之死（德语：Der Tod des Empedokles (Film)）》（Der Tod des Empedokles）
- 1999年：《西西里！》（Sicilia!）
- 2006年：《與他們的對話》（Quei loro incontri）

### 劇情短片
- 1962年：《馬霍卡-莫夫》（Machorka-Muff）
- 1965年：《沒有和解》（Nicht versöhnt）
- 1968年：《妓女。演員。皮條客（法语：Le Fiancé, la Comédienne et le Maquereau）》（Der Bräutigam, die Komödiantin und der Zuhälter）
- 1973年：《阿諾·荀貝格電影配樂導論（法语：Introduction à la « Musique d'accompagnement pour une scène de film » d'Arnold Schoenberg）》（Einleitung zu Arnold Schoenbergs Begleitmusik zu einer Lichtspielscene）
- 1977年：《革命就是擲骰子》（Toute révolution est un coup de dés）
- 1982年：《老調重彈》（En rachâchant）

## 史特勞普單獨執導的電影作品

### 劇情長片
- 2015年：《共產主義者》(Kommunisten)

## 外部連結
- 尚-馬利·史特勞普在互联网电影资料库（IMDb）上的資料（英文）
- 丹尼勒‧蕙葉在互联网电影资料库（IMDb）上的資料（英文）